# The World of Henry Orient
The World of Henry Orient is een Amerikaanse filmkomedie uit 1964 onder regie van George Roy Hill.

## Verhaal
De twee vriendinnen Gil en Val aanbidden de buitenissige pianist Henry Orient en ze achtervolgen hem door New York, terwijl hij een getrouwde vrouw wil versieren. Wanneer de ouders van Val langskomen voor Kerstmis, moeten de beide meiden zich ineens volwassen gedragen.

## Rolverdeling
| Acteur          | Personage         |
| --------------- | ----------------- |
| Peter Sellers   | Henry Orient      |
| Paula Prentiss  | Stella Dunnworthy |
| Angela Lansbury | Isabel Boyd       |
| Tom Bosley      | Frank Boyd        |
| Phyllis Thaxter | Avis Gilbert      |
| Bibi Osterwald  | Erica Booth       |
| Merrie Spaeth   | Marian Gilbert    |
| Tippy Walker    | Valarie Campbell  |
| John Fiedler    | Sidney            |
| Al Lewis        | Winkeleigenaar    |
| Peter Duchin    | Joe Daniels       |
| Fred Stewart    | Dokter            |
| Philippa Bevans | Emma Hambler      |
| Jerry Jarrett   |                   |
| Jane Buchanan   | Lillian Kafritz   |